# Hydrorybina bicolor
Hydrorybina bicolor är en fjärilsart som beskrevs av Moore 1888. Hydrorybina bicolor ingår i släktet Hydrorybina och familjen Crambidae. Inga underarter finns listade i Catalogue of Life.